# Moldaviska
Moldaviska (limba moldovenească eller graiul moldovenesc) är en rumänsk dialekt och mellan 1994 och 2023 den vanligaste benämningen på det officiella förvaltningsspråket i Moldavien (rumänska). Språket skrivs i Transnistrien med det kyrilliska alfabetet och i Moldavien sedan 1989 med det latinska alfabetet.
Som talspråk eller dialekt är moldaviskan en av sex rumänska dialektvarianter och den nordöstligaste av dem.

## Karaktär och användning
Talspråket moldaviska är en av sex rumänska dialektvarianter. Moldaviskans talspråksområde omges främst av ukrainska och övrig rumänska, med stor påverkan från ryskan i Transnistrien.
Den variant som talas i Moldavien skiljer sig från den som talas i den rumänska regionen Moldavien genom att den förstnämnda innehåller ett relativt stort antal ryska neologismer, medan den rumänska variantens neologismer huvudsakligen är av franskt ursprung.
Utanför de centrala myndighetsverken kallas språket vanligen rumänska. Hälften av landets rumänsktalande invånare, en av två miljoner, benämnde sig enligt folkräkningen år 2014 som talare av moldaviska. I den officiella statistiken har dessa grupper sammanslagits till 2,02 miljoner talare av moldaviska.

## Historia
Den officiella beteckningen moldaviska är resultatet av medvetna politiska beslut, av vilka de flesta togs redan tidigt under sovjettiden. Huvudsyftet var att stärka den nationella moldaviska identiteten och göra en tydlig markering mot historiska rumänska anspråk på det moldaviska territoriet (se Bessarabien).
Under den sovjetiska tiden användes kyrilliska för att skriva rumänska i det dåvarande Moldaviska SSR. Detta infördes i samband med bildandet av Moldaviska SSR år 1924, då liggande öster om floden Prut, öster om staten Rumänien (som då inbegrep hela Bessarabien) och i del av Ukrainska SSR, ett område som redan då gavs namnet Transnistrien.
År 1989 beslutades det dock att man skulle återgå till latinsk skrift, vilket ledde till ökad användning av facklitteratur från Rumänien och ett närmande mellan språkvarianterna på båda sidor av den sovjetisk-rumänska gränsen.
Ett förslag om att ändra den officiella beteckningen till rumänska lades år 1996 fram av Moldaviens dåvarande president Mircea Snegur. Förslaget avvisades dock av parlamentet med motiveringen att en sådan ändring skulle ge stöd åt Rumäniens expansionistiska strävanden. Faktum är dock att det var rumänska som noterades som Moldaviens språk i samband med självständighetsförklaringen 1991, vilket senare ändrades till moldaviska i landets författning.
År 2017 återkom regeringen med ett nytt lagförslag om att ändra artikel 13 i författningen, angående landets officiella språk, från frasen "moldaviska språket, som fungerar på grundval av latinsk stavning" till "rumänska språket". Man noterade då också att landets självständighetsförklaring övertrumfar konstitutionen, i de fall de inte är överens (beslut i författningsdomstolen 2013).
Moldaviska skrivs numera med latinskt alfabet, med undantag för Transnistrien där det kyrilliska alfabetet är vanligare. Transnistrien har ett ursprung som del av Ukrainska SSR (sedan 1924) och blev först efter andra världskriget del av Moldaviska SSR.

## Institutioner och språkkoder
Styrande för det moldaviska språket är Academia de Ştiinţe a Moldovei (Moldaviska Vetenskapsakademin). 
Som språkkod för språket användes tidigare mo (ISO 639-1) eller mol (ISO 639-2 och ISO 639-3). Från november 2008 rekommenderas istället ro (ISO 639-1, IANA), ron (ISO 639-2/T, ISO 639-3) eller rum (ISO 639-2/B) även för den moldaviska dialekten av rumänska, vilket markeras som RO hos den officiella webbplatsen för Republiken Moldavien.